# Bitotove pjege
Bitotove pjege su nakupina keratinske mrtve tvari (debris) na površini spojnice. Oblika su ovalnog, trokutastog ili nepravilnog. 
Znak su nedostatka vitamina A, i stoga često udružene s pojavom noćne sljepoće.